# Georg Friedrich Strass
Georg Friedrich Strass, französisch Georges Frédéric Stras oder Strass (* 29. Mai 1701 in Wolfisheim bei Straßburg; † 22. Dezember 1773 in Paris) war ein elsässischer Goldschmied. Er beschäftigte sich zeit seines Lebens mit Edelstein-Imitaten; solche aus Glas heute Strass genannt.

## Biografie
Durch Beimengung von Wismut und Thallium verbesserte er die Lichtbrechung der Imitate, durch Hinzufügen von Metallsalzen deren Farbigkeit. Die künstlichen Edelsteine waren den originalen in ihrem Erscheinungsbild so täuschend ähnlich, dass eigens der Begriff „Simili“ eingeführt wurde. Durch das Hinterkleben einer Metallfolie verstärkte er die Leuchtkraft seiner Edelsteine noch erheblich. Diese Metallfolie wurde später durch eine aufgedampfte Spiegelschicht ersetzt.
G. F. Strass eröffnete 1730 seinen eigenen Betrieb und widmete sich nun der Erzeugung von Diamant-Imitationen. Im Zuge seines großen Erfolges erwarb er sich 1734 den Titel „Juwelier des Königs“.
Er wurde Teilhaber am Schmuckgeschäft von Madame Prévot. In dieser Zeit entwickelte er die Edelstein-Imitate immer weiter, und da zu jener Zeit am Hof Ludwigs XV. von Frankreich ein großer Bedarf an Schmuck herrschte, waren seine Steine sehr gefragt. Er konnte sich bereits im Alter von 52, reich geworden durch seine Geschäfte, zur Ruhe setzen.